# DAF 44/46
DAF 44/DAF 46 – rodzina samochodów osobowych produkowana przez holenderską firmę DAF w latach 1966-1976. Dostępne jako 2-drzwiowe sedany. Do napędu używano silnika R2 o pojemności 0,8 l. Moc przenoszona była na oś tylną. Auta posiadały bezstopniową skrzynię biegów „Variomatic”. Modele produkowano w Eindhoven w Holandii.

## Dane techniczne (44 0,8 l)

### Silnik
- R2 0,8 l (844 cm³), 2 zawory na cylinder, OHV
- Średnica × skok tłoka: 85,50mm x 73,50mm
- Stopień sprężania: 7.60:1
- Moc maksymalna: 34,5 KM (25,4 kW) przy 4500 obr./min
- Maksymalny moment obrotowy: 71 N•m przy 2400 obr./min

### Osiągi
- Przyspieszenie 0-100 km/h: b.d.
- Prędkość maksymalna: 114 km/h

## Galeria

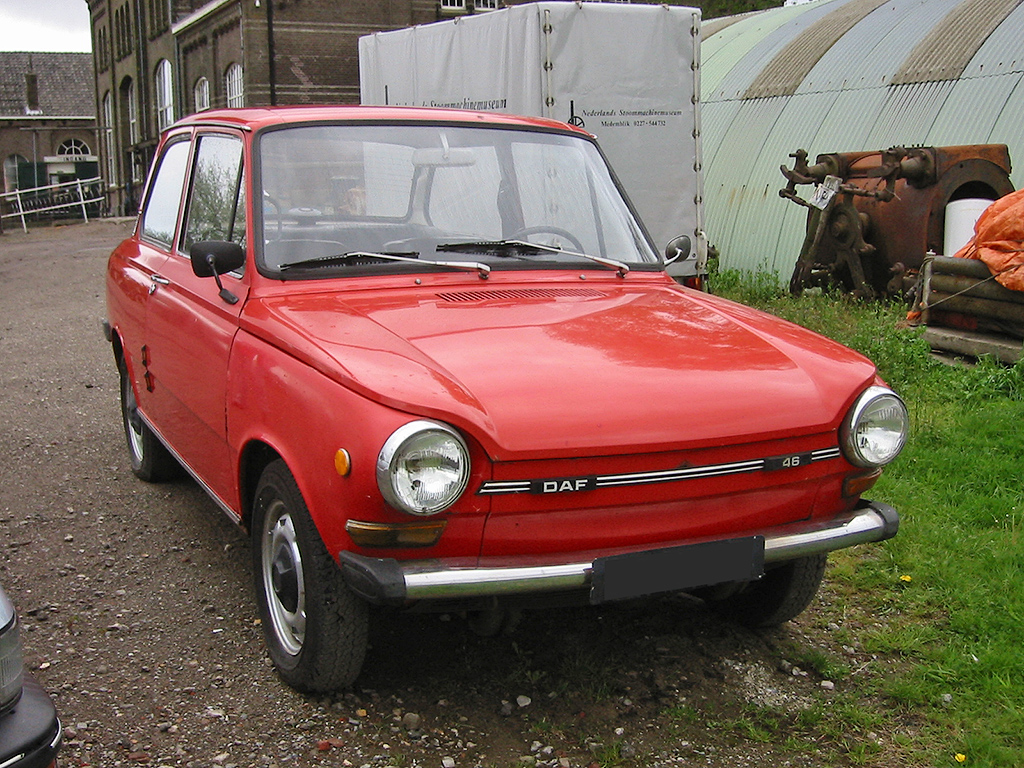
DAF 46
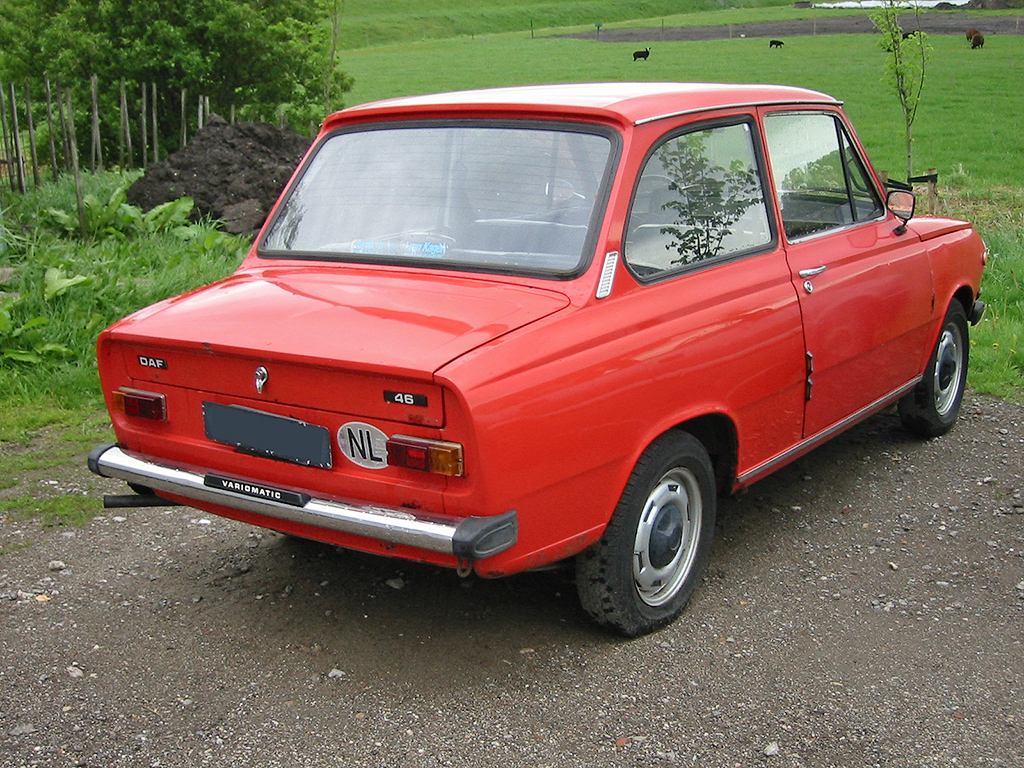
DAF 46 – tył pojazdu
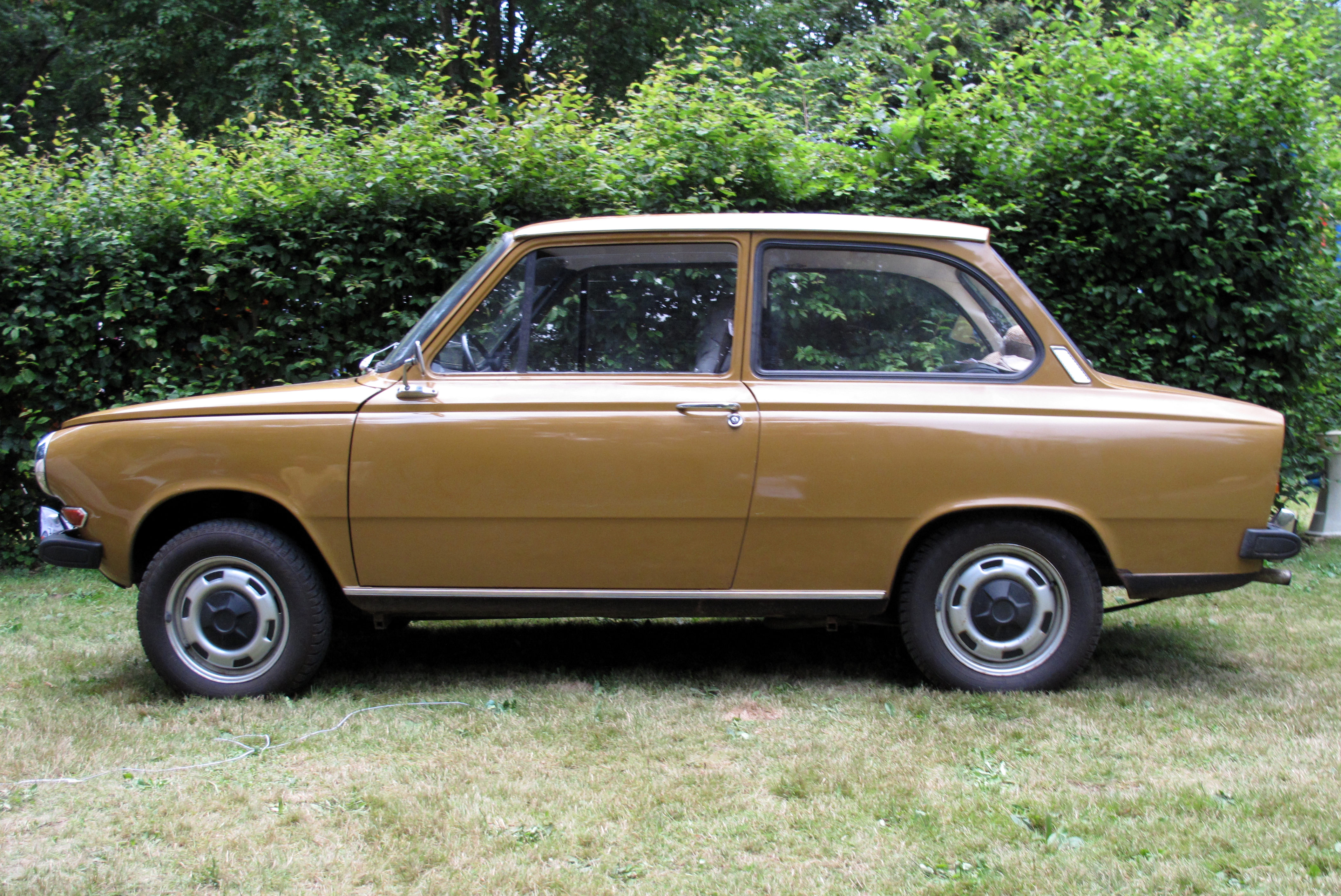
DAF 46 – bok pojazdu